# Campionatul Mondial de Fotbal 2022 – Grupa F
Grupa F de la Campionatul Mondial de Fotbal 2022 a avut loc în perioada 23 noiembrie-1 decembrie 2022. Grupa a fost alcătuită din Belgia, Canada, Maroc și Croația. Clasate pe primele două locuri, Maroc și Croația au avansat în runda optimilor.

### Echipe
| Poziția tragerii | Echipa  | Urnă | Confederația | Metoda calificării                    | Data calificării  | Apariții în turneul final | Ultima apariție | Cea mai bună performanță | Clasamentul FIFA | Clasamentul FIFA |
| Poziția tragerii | Echipa  | Urnă | Confederația | Metoda calificării                    | Data calificării  | Apariții în turneul final | Ultima apariție | Cea mai bună performanță | Martie 2022      | Octombrie 2022   |
| ---------------- | ------- | ---- | ------------ | ------------------------------------- | ----------------- | ------------------------- | --------------- | ------------------------ | ---------------- | ---------------- |
| F1               | Belgia  | 1    | UEFA         | Câștigătoarea Grupei E UEFA winners   | 13 noiembrie 2021 | 14                        | 2018            | Locul III (2018)         | 2                | 2                |
| F2               | Canada  | 4    | CONCACAF     | Câștigătoarea Rundei a treia CONCACAF | 27 martie 2022    | 2                         | 1986            | Etapa grupelor (1986)    | 38               | 41               |
| F3               | Maroc   | 3    | CAF          | Câștigătoarea Rundei a treia CAF      | 29 martie 2022    | 6                         | 2018            | Optimi de finală (1986)  | 24               | 22               |
| F4               | Croația | 2    | UEFA         | Câștigătoarea Grupei H UEFA           | 14 noiembrie 2021 | 6                         | 2018            | Vicecampioană (2018)     | 16               | 12               |

Note
1. ↑  Clasamentul din martie 2022 a fost folosit pentru tragerea la sorți.

## Clasament
| Loc | Echipa  | MJ | V | E | Î | GM | GP | DG | Pct | Calificare                      |
| --- | ------- | -- | - | - | - | -- | -- | -- | --- | ------------------------------- |
| 1   | Maroc   | 3  | 2 | 1 | 0 | 4  | 1  | +3 | 7   | Avansează în Runda eliminatorie |
| 2   | Croația | 3  | 1 | 2 | 0 | 4  | 1  | +3 | 5   | Avansează în Runda eliminatorie |
| 3   | Belgia  | 3  | 1 | 1 | 1 | 1  | 2  | −1 | 4   |                                 |
| 4   | Canada  | 3  | 0 | 0 | 3 | 2  | 7  | −5 | 0   |                                 |

## Meciurile
Toate orele sunt listate la ora României.

### Maroc vs Croația
| Maroc | 0–0    | Croația |
| ----- | ------ | ------- |
|       | Raport |         |

| Maroc | Croația |

| P              | 1  | Yassine Bounou       |     |     |
| F              | 2  | Achraf Hakimi        |     |     |
| F              | 5  | Nayef Aguerd         |     |     |
| F              | 6  | Romain Saïss (c)     |     |     |
| F              | 3  | Noussair Mazraoui    |     | 60' |
| M              | 4  | Sofyan Amrabat       | 78' |     |
| M              | 8  | Azzedine Ounahi      |     | 81' |
| M              | 15 | Selim Amallah        |     |     |
| A              | 7  | Hakim Ziyech         |     |     |
| A              | 19 | Youssef En-Nesyri    |     | 81' |
| A              | 17 | Sofiane Boufal       |     | 65' |
| Înlocuiri:     |    |                      |     |     |
| F              | 25 | Yahia Attiyat Allah  |     | 60' |
| A              | 16 | Abde Ezzalzouli      |     | 65' |
| A              | 9  | Abderrazak Hamdallah |     | 81' |
| A              | 11 | Abdelhamid Sabiri    |     | 81' |
| Manager:       |    |                      |     |     |
| Walid Regragui |    |                      |     |     |

| P            | 1  | Dominik Livaković |  |     |
| F            | 22 | Josip Juranović   |  |     |
| F            | 6  | Dejan Lovren      |  |     |
| F            | 20 | Joško Gvardiol    |  |     |
| F            | 19 | Borna Sosa        |  |     |
| M            | 11 | Marcelo Brozović  |  |     |
| M            | 10 | Luka Modrić (c)   |  |     |
| M            | 8  | Mateo Kovačić     |  | 79' |
| A            | 13 | Nikola Vlašić     |  | 46' |
| A            | 9  | Andrej Kramarić   |  | 71' |
| A            | 4  | Ivan Perišić      |  | 90' |
| Înlocuiri:   |    |                   |  |     |
| M            | 15 | Mario Pašalić     |  | 46' |
| A            | 14 | Marko Livaja      |  | 71' |
| M            | 7  | Lovro Majer       |  | 79' |
| A            | 18 | Mislav Oršić      |  | 90' |
| Manager:     |    |                   |  |     |
| Zlatko Dalić |    |                   |  |     |

| Jucătorul meciului: Luka Modrić (Croația) Arbitri asistenți: Juan Pablo Belatti (Argentina) Diego Bonfá (Argentina) Al patrulea oficial: Kevin Ortega (Peru) Arbitru asistent rezervă: Karen Díaz Medina (Mexic) Arbitru asistent VAR: Julio Bascuñán (Chile) Arbitri asistenți video: Leodán González (Uruguay) Nicolás Taran (Uruguay) Paolo Valeri (Italia) Arbitri asistenți video: Martín Soppi (Uruguay) |

### Belgia vs Canada
| Belgia          | 1–0    | Canada |
| --------------- | ------ | ------ |
| - Batshuayi 44' | Raport |        |

| Belgia | Canada |

| GK               | 1  | Thibaut Courtois   |     |     |
| CB               | 19 | Leander Dendoncker |     |     |
| CB               | 2  | Toby Alderweireld  |     |     |
| CB               | 5  | Jan Vertonghen     |     |     |
| RM               | 21 | Timothy Castagne   |     |     |
| CM               | 8  | Youri Tielemans    |     | 46' |
| CM               | 6  | Axel Witsel        |     |     |
| LM               | 11 | Yannick Carrasco   | 9'  | 46' |
| RW               | 7  | Kevin De Bruyne    |     |     |
| LW               | 10 | Eden Hazard (c)    |     | 62' |
| CF               | 23 | Michy Batshuayi    |     | 78' |
| Înlocuiri:       |    |                    |     |     |
| MF               | 18 | Amadou Onana       | 56' | 46' |
| MF               | 15 | Thomas Meunier     | 54' | 46' |
| FW               | 17 | Leandro Trossard   |     | 62' |
| FW               | 24 | Loïs Openda        |     | 78' |
| Manager:         |    |                    |     |     |
| Roberto Martínez |    |                    |     |     |

| GK           | 18 | Milan Borjan         |     |     |
| CB           | 2  | Alistair Johnston    | 83' |     |
| CB           | 5  | Steven Vitória       |     |     |
| CB           | 4  | Kamal Miller         |     |     |
| RM           | 22 | Richie Laryea        |     | 74' |
| CM           | 13 | Atiba Hutchinson (c) |     | 58' |
| CM           | 7  | Stephen Eustáquio    |     | 81' |
| LM           | 19 | Alphonso Davies      | 81' |     |
| RW           | 11 | Tajon Buchanan       |     | 81' |
| LW           | 10 | Junior Hoilett       |     | 58' |
| CF           | 20 | Jonathan David       |     |     |
| Înlocuiri:   |    |                      |     |     |
| FW           | 17 | Cyle Larin           |     | 58' |
| MF           | 15 | Ismaël Koné          |     | 58' |
| DF           | 3  | Sam Adekugbe         |     | 74' |
| MF           | 23 | Liam Millar          |     | 81' |
| MF           | 21 | Jonathan Osorio      |     | 81' |
| Manager:     |    |                      |     |     |
| John Herdman |    |                      |     |     |

| Jucătorul meciului: Kevin De Bruyne (Belgia) Arbitri asistenți: Jerson dos Santos (Angola) Arsénio Marrengula (Mozambic) Al patrulea oficial: Yoshimi Yamashita (Japonia) Arbitru asistent rezervă: Neuza Back (Brazilia) Arbitru asistent VAR: Juan Soto (Venezuela) Arbitri asistenți video: Nicolás Gallo (Columbia) Mokrane Gourari (Algeria) Massimiliano Irrati (Italia) Arbitri asistenți video: Abdelhak Etchiali (Algeria) |

### Belgia vs Maroc
| Belgia | 0–2    | Maroc                         |
| ------ | ------ | ----------------------------- |
|        | Raport | - Saïss 73' - Aboukhlal 90+2' |

| Belgia | Maroc |

| P                | 1  | Thibaut Courtois     |     |     |
| F                | 15 | Thomas Meunier       |     | 81' |
| F                | 2  | Toby Alderweireld    |     |     |
| F                | 5  | Jan Vertonghen       |     |     |
| F                | 21 | Timothy Castagne     |     |     |
| M                | 18 | Amadou Onana         | 29' | 60' |
| M                | 6  | Axel Witsel          |     |     |
| M                | 7  | Kevin De Bruyne      |     |     |
| M                | 10 | Eden Hazard (c)      |     | 60' |
| M                | 16 | Thorgan Hazard       |     | 75' |
| A                | 23 | Michy Batshuayi      |     | 75' |
| Înlocuiri:       |    |                      |     |     |
| M                | 8  | Youri Tielemans      |     | 60' |
| A                | 14 | Dries Mertens        |     | 60' |
| A                | 22 | Charles De Ketelaere |     | 75' |
| A                | 17 | Leandro Trossard     |     | 75' |
| A                | 9  | Romelu Lukaku        |     | 81' |
| Manager:         |    |                      |     |     |
| Roberto Martínez |    |                      |     |     |

| P              | 12 | Munir Mohamedi       |       |     |
| F              | 2  | Achraf Hakimi        |       | 68' |
| F              | 5  | Nayef Aguerd         |       |     |
| F              | 6  | Romain Saïss (c)     |       |     |
| F              | 3  | Noussair Mazraoui    |       |     |
| M              | 4  | Sofyan Amrabat       |       |     |
| M              | 8  | Azzedine Ounahi      |       | 78' |
| M              | 15 | Selim Amallah        |       | 68' |
| A              | 7  | Hakim Ziyech         |       |     |
| A              | 19 | Youssef En-Nesyri    |       | 73' |
| A              | 17 | Sofiane Boufal       |       | 73' |
| Înlocuiri:     |    |                      |       |     |
| A              | 11 | Abdelhamid Sabiri    | 90+5' | 68' |
| F              | 25 | Yahia Attiyat Allah  |       | 68' |
| M              | 14 | Zakaria Aboukhlal    |       | 73' |
| A              | 9  | Abderrazak Hamdallah |       | 73' |
| F              | 18 | Jawad El Yamiq       |       | 78' |
| Manager:       |    |                      |       |     |
| Walid Regragui |    |                      |       |     |

| Jucătorul meciului: Hakim Ziyech (Maroc) Arbitri asistenți: Alberto Morín (Mexic) Miguel Hernández (Mexic) Al patrulea oficial: Yoshimi Yamashita (Japonia) Arbitru asistent rezervă: Neuza Back (Brazilia) Arbitru asistent VAR: Fernando Guerrero (Mexic) Arbitri asistenți video: Nicolás Gallo (Columbia) Kathryn Nesbitt (SUA) Armando Villarreal (SUA) Arbitri asistenți video: Kyle Atkins (SUA) |

### Croația vs Canada
| Croația                                        | 4–1    | Canada      |
| ---------------------------------------------- | ------ | ----------- |
| - Kramarić 36', 70' - Livaja 44' - Majer 90+4' | Raport | - Davies 2' |

| Croația | Canada |

| GK           | 1  | Dominik Livaković |     |     |
| RB           | 22 | Josip Juranović   |     |     |
| CB           | 6  | Dejan Lovren      | 56' |     |
| CB           | 20 | Joško Gvardiol    |     |     |
| LB           | 19 | Borna Sosa        |     |     |
| DM           | 11 | Marcelo Brozović  |     |     |
| CM           | 10 | Luka Modrić (c)   | 85' | 86' |
| CM           | 8  | Mateo Kovačić     |     | 86' |
| RF           | 14 | Marko Livaja      |     | 60' |
| CF           | 9  | Andrej Kramarić   |     | 72' |
| LF           | 4  | Ivan Perišić      |     | 86' |
| Înlocuiri:   |    |                   |     |     |
| FW           | 16 | Bruno Petković    |     | 60' |
| MF           | 13 | Nikola Vlašić     |     | 72' |
| FW           | 18 | Mislav Oršić      |     | 86' |
| MF           | 7  | Lovro Majer       |     | 86' |
| MF           | 15 | Mario Pašalić     |     | 86' |
| Manager:     |    |                   |     |     |
| Zlatko Dalić |    |                   |     |     |

| GK           | 18 | Milan Borjan         |     |     |
| CB           | 2  | Alistair Johnston    |     |     |
| CB           | 5  | Steven Vitória       |     |     |
| CB           | 4  | Kamal Miller         | 85' |     |
| RM           | 22 | Richie Laryea        |     | 62' |
| CM           | 13 | Atiba Hutchinson (c) |     | 72' |
| CM           | 7  | Stephen Eustáquio    |     | 46' |
| LM           | 19 | Alphonso Davies      |     |     |
| RF           | 11 | Tajon Buchanan       | 52' |     |
| CF           | 17 | Cyle Larin           |     | 46' |
| LF           | 20 | Jonathan David       |     | 72' |
| Înlocuiri:   |    |                      |     |     |
| MF           | 21 | Jonathan Osorio      |     | 46' |
| MF           | 15 | Ismaël Koné          |     | 46' |
| MF           | 10 | Junior Hoilett       |     | 62' |
| FW           | 9  | Lucas Cavallini      |     | 72' |
| DF           | 3  | Sam Adekugbe         |     | 72' |
| Manager:     |    |                      |     |     |
| John Herdman |    |                      |     |     |

| Jucătorul meciului: Andrej Kramarić (Croația) Arbitri asistenți: Nicolás Taran (Uruguay) Martín Soppi (Uruguay) Al patrulea oficial: Kevin Ortega (Peru) Arbitru asistent rezervă: Jesús Sánchez (Peru) Arbitru asistent VAR: Mauro Vigliano (Argentina) Arbitri asistenți video: Leodán González (Uruguay) Gabriel Chade (Argentina) Julio Bascuñán (Chile) Arbitri asistenți video: Diego Bonfá (Argentina) |

### Croația vs Belgia
| Croația | 0–0    | Belgia |
| ------- | ------ | ------ |
|         | Raport |        |

| Croația | Belgia |

| P            | 1  | Dominik Livaković |  |       |
| F            | 22 | Josip Juranović   |  |       |
| F            | 6  | Dejan Lovren      |  |       |
| F            | 20 | Joško Gvardiol    |  |       |
| F            | 19 | Borna Sosa        |  |       |
| M            | 11 | Marcelo Brozović  |  |       |
| M            | 10 | Luka Modrić (c)   |  |       |
| M            | 8  | Mateo Kovačić     |  | 90+2' |
| A            | 9  | Andrej Kramarić   |  | 64'   |
| A            | 14 | Marko Livaja      |  | 64'   |
| A            | 4  | Ivan Perišić      |  |       |
| Înlocuiri:   |    |                   |  |       |
| A            | 16 | Bruno Petković    |  | 64'   |
| M            | 15 | Mario Pašalić     |  | 64'   |
| M            | 7  | Lovro Majer       |  | 90+2' |
| Manager:     |    |                   |  |       |
| Zlatko Dalić |    |                   |  |       |

| P                | 1  | Thibaut Courtois    |     |     |
| F                | 15 | Thomas Meunier      |     | 87' |
| F                | 2  | Toby Alderweireld   |     |     |
| F                | 5  | Jan Vertonghen      |     |     |
| F                | 21 | Timothy Castagne    |     |     |
| M                | 19 | Leander Dendoncker  | 67' | 72' |
| M                | 6  | Axel Witsel         |     |     |
| M                | 7  | Kevin De Bruyne (c) |     |     |
| M                | 14 | Dries Mertens       |     | 46' |
| M                | 11 | Yannick Carrasco    |     | 72' |
| A                | 17 | Leandro Trossard    |     | 59' |
| Înlocuiri:       |    |                     |     |     |
| A                | 9  | Romelu Lukaku       |     | 46' |
| M                | 16 | Thorgan Hazard      |     | 59' |
| A                | 25 | Jérémy Doku         |     | 72' |
| M                | 8  | Youri Tielemans     |     | 72' |
| A                | 10 | Eden Hazard         |     | 87' |
| Manager:         |    |                     |     |     |
| Roberto Martínez |    |                     |     |     |

| Jucătorul meciului: Luka Modrić (Croația) Arbitri asistenți: Gary Beswick (Anglia) Adam Nunn (Anglia) Al patrulea oficial: István Kovács (România) Arbitru asistent rezervă: Mihai Artene (România) Arbitru asistent VAR: Marco Fritz (Germania) Arbitri asistenți video: Tomasz Kwiatkowski (Polonia) Rafael Foltyn (Germania) Benoit Millot (Franța) Arbitri asistenți video: Jan Seidel (Germania) |

### Canada vs Maroc
| Canada              | 1–2    | Maroc                       |
| ------------------- | ------ | --------------------------- |
| - Aguerd 40' (o.g.) | Raport | - Ziyech 4' - En-Nesyri 23' |

| Canada | Maroc |

| P            | 18 | Milan Borjan (c)  |       |     |
| F            | 2  | Alistair Johnston |       |     |
| F            | 5  | Steven Vitória    | 84'   |     |
| F            | 4  | Kamal Miller      |       |     |
| F            | 3  | Sam Adekugbe      | 45+2' | 60' |
| M            | 19 | Alphonso Davies   |       |     |
| M            | 21 | Jonathan Osorio   | 26'   | 65' |
| M            | 14 | Mark-Anthony Kaye |       | 60' |
| M            | 11 | Tajon Buchanan    |       |     |
| M            | 10 | Junior Hoilett    | 7'    | 76' |
| A            | 17 | Cyle Larin        |       | 60' |
| Înlocuiri:   |    |                   |       |     |
| A            | 20 | Jonathan David    |       | 60' |
| M            | 13 | Atiba Hutchinson  |       | 60' |
| M            | 15 | Ismaël Koné       |       | 60' |
| F            | 22 | Richie Laryea     |       | 65' |
| M            | 24 | David Wotherspoon |       | 76' |
| Manager:     |    |                   |       |     |
| John Herdman |    |                   |       |     |

| P              | 1  | Yassine Bounou       |  |     |
| F              | 2  | Achraf Hakimi        |  | 85' |
| F              | 5  | Nayef Aguerd         |  |     |
| F              | 6  | Romain Saïss (c)     |  |     |
| F              | 3  | Noussair Mazraoui    |  |     |
| M              | 4  | Sofyan Amrabat       |  |     |
| M              | 8  | Azzedine Ounahi      |  | 76' |
| M              | 11 | Abdelhamid Sabiri    |  | 65' |
| A              | 7  | Hakim Ziyech         |  | 76' |
| A              | 19 | Youssef En-Nesyri    |  |     |
| A              | 17 | Sofiane Boufal       |  | 65' |
| Înlocuiri:     |    |                      |  |     |
| M              | 14 | Zakaria Aboukhlal    |  | 65' |
| M              | 15 | Selim Amallah        |  | 65' |
| A              | 9  | Abderrazak Hamdallah |  | 76' |
| F              | 18 | Jawad El Yamiq       |  | 76' |
| M              | 26 | Yahya Jabrane        |  | 85' |
| Manager:       |    |                      |  |     |
| Walid Regragui |    |                      |  |     |

| Jucătorul meciului: Achraf Hakimi (Maroc) Arbitri asistenți: Rodrigo Figueiredo (Brazilia) Danilo Simon Manis (Brazilia) Al patrulea oficial: Yoshimi Yamashita (Japonia) Arbitru asistent rezervă: Michael Orué (Peru) Arbitru asistent VAR: Julio Bascuñán (Chile) Arbitri asistenți video: Juan Martínez Munuera (Spania) Roberto Díaz Pérez del Palomar (Spania) Leodan Gonzalez (Uruguay) Arbitri asistenți video: Pau Cebrián Devís (Spania) |

## Disciplină
Punctele fair-play urmau să fie folosite ca departajare în cazul în care echipele ar fi fost la egalitate în clasamentul din grupă și în meciul direct. Acestea au fost calculate pe baza cartonașelor galbene și roșii primite în toate meciurile din grupe, după cum urmează: 
- Primul cartonaș galben: -1 punct;
- Cartonaș roșu indirect (al doilea cartonaș galben): -3 puncte;
- Cartonaș roșu direct: -4 puncte;
- Cartonaș galben și cartonaș roșu direct: -5 puncte;

Doar una dintre penalizările de mai sus se aplică unui jucător într-un singur meci.
| Echipa  | Meciul 1        | Meciul 1                               | Meciul 1      | Meciul 1                        | Meciul 2        | Meciul 2                               | Meciul 2      | Meciul 2                        | Meciul 3        | Meciul 3                               | Meciul 3      | Meciul 3                        | Puncte |
| Echipa  | Cartonaș galben | Cartonaș galben · Cartonaș galben-roșu | Cartonaș roșu | Cartonaș galben · Cartonaș roșu | Cartonaș galben | Cartonaș galben · Cartonaș galben-roșu | Cartonaș roșu | Cartonaș galben · Cartonaș roșu | Cartonaș galben | Cartonaș galben · Cartonaș galben-roșu | Cartonaș roșu | Cartonaș galben · Cartonaș roșu | Puncte |
| ------- | --------------- | -------------------------------------- | ------------- | ------------------------------- | --------------- | -------------------------------------- | ------------- | ------------------------------- | --------------- | -------------------------------------- | ------------- | ------------------------------- | ------ |
| Croația |                 |                                        |               |                                 | 2               |                                        |               |                                 |                 |                                        |               |                                 | −2     |
| Maroc   | 1               |                                        |               |                                 | 1               |                                        |               |                                 |                 |                                        |               |                                 | −2     |
| Belgia  | 3               |                                        |               |                                 | 1               |                                        |               |                                 | 1               |                                        |               |                                 | −5     |
| Canada  | 2               |                                        |               |                                 | 2               |                                        |               |                                 | 4               |                                        |               |                                 | −8     |

## Legături externe
- Site web oficial